# Thwaite, North Norfolk
Thwaite var en civil parish fram till 1884 när den uppgick i civil parish Alby with Thwaite, i grevskapet Norfolk i England. Civil parish var belägen 9 km från Cromer och hade 138 invånare år 1881. Byn nämndes i Domedagsboken (Domesday Book) år 1086, och kallades då Tuit.